# Velyka Kostromka
Velyka Kostromka (en ukrainien : Велика Костромка ; en russe : Великая Костромка, Velikaïa Kostromka) est un village de 2550 habitants dans l'oblast de Dnipropetrovsk au centre de l'Ukraine.

## Histoire
Le village a été fondé dans la seconde moitié du XVIIIe siècle sous le nom de Kostromske (en ukrainien : Костромське). Depuis 1789, le village s'appelait officiellement Kostrivka (Кострівка). En 1896, le village comptait 908 foyers et 5218 habitants. Du 17 août 1941 au 26 février 1944, le village est occupé par les troupes de la Wehrmacht. Le pilote et officier de la Wehrmacht Hans-Ulrich Rudel s'est trouvé dans le village à cette époque et l'a décrit dans son livre Stuka-Pilot comme « un village russe typique, avec tous les avantages et inconvénients qui en découlent ».

## Géographie
Velyka Kostromka est la seule commune du district éponyme de 118,38 km2 et est situé à 9 km au sud-est de Zelenodolsk au sud du raïon d'Apostolove. Au sud la commune borde l'oblast de Kherson. À 3 km à l'ouest de la ville se trouve le réservoir de Zelenodolsk. Le chef-lieu du raïon, Apostolove, se trouve à 16 km au nord du village.